# Persecución de alemanes e italianos en Costa Rica durante la Segunda Guerra Mundial
Después de la declaración de guerra a las potencias del Eje (Alemania, Italia y Japón) por parte del gobierno de Costa Rica entre el 8 y el 11 de diciembre de 1941 bajo la presidencia de Rafael Ángel Calderón Guardia, y especialmente después del hundimiento del San Pablo en Limón por un presunto submarino germano, el gobierno costarricense realizó una serie de medidas persecutorias bastante extremas contra las nutridas colonias alemana e italiana en el país.

## Antecedentes
Bajo el gobierno de Federico Tinoco (1917-1919) se declaró la guerra a Alemania durante la Primera Guerra Mundial como estrategia para congraciarse con el gobierno de Estados Unidos que no reconocía al régimen tinoquista. La estrategia no cumplió su cometido y las relaciones San José-Washington no mejoraron. Durante ese período existen registros de persecución de ciudadanos alemanes por parte de Tinoco y de las protestas por parte de Berlín al respecto. No obstante, esto no tendría la seriedad que tendría en la administración Calderón.

## Historia
Desde la declaratoria de guerra a las fuerzas del Eje en diciembre de 1941 el Estado costarricense tomó diferentes medidas para controlar a los ciudadanos nipones, alemanes e italianos residentes en el país que incluían; vigilancia especial por parte del estado, restricción a su movilidad, endurecimiento de los requisitos para naturalizarse, confiscación de toda pertenencia que pudiera considerarse armamento o sistema de comunicación, etc.
Tras el hundimiento del San Pablo el 2 de julio de 1942 matando a 24 obreros costarricenses y dejando una treintena de heridos la indignación pública contra Alemania y los llamados públicos a la lucha contra el fascismo de diversos actores políticos, causó un aumento de las tensiones étnicas y varios locales pertenecientes a alemanes e italianos fueron saqueados. 
Sin embargo, las medidas del gobierno de Calderón particularmente fuertes consistieron en el arresto de la población étnicamente alemana e italiana y de algunos japoneses, incluyendo mujeres y niños, y su aprisionamiento en un campo de concentración localizado donde actualmente se sitúa el Estadio Nacional de Costa Rica, en La Sabana. Las propiedades de estos ciudadanos fueron en muchos casos confiscadas por el Estado, siendo blanco principalmente las familias más adineradas y que habían triunfado en la producción finquera, azucarera y cafetalera, que poseían grandes haciendas o empresas. También se les congelaron sus cuentas bancarias y las propiedades que estuvieran hipotecadas eran requisadas por los bancos estatales.
Si bien existió un organizado grupo de simpatizantes del nacionalsocialismo entre la colonia germana que se reunía en el Club Alemán, el gobierno costarricense pareció enfocarse en prácticamente todo ciudadano de origen alemán, italiano o japonés, indistintamente de sus filiaciones políticas. Las condiciones de hacinamiento de la población del campo eran descritas como inhumanas. No existe constancia del número de personas aprisionadas pero testigos de la época lo describen en cientos y el campo tenía capacidad para albergar al menos a 400 personas.  Muchos de estos fueron deportados a los Estados Unidos para ser interrogados y mantenidos dentro de campos de concentración de ese país realizando un peligroso viaje por medio de vehículos militares.
Esta persecución fue denunciada por el líder opositor José Figueres Ferrer mediante una transmisión radial en Radio Latinoamérica, que fue interrumpida por la policía y Figueres fue apresado, para luego ser liberado y partir al exilio.

## Involucramiento de Estados Unidos
Este proceso de arresto de ciudadanos alemanes e italianos se hizo en parte debido a las presiones del gobierno de Estados Unidos que ejercía en esa época, no sólo hacia Costa Rica, sino hacia las diversas naciones de Latinoamérica y el Caribe. El Departamento de Estado remitía «listas negras» de germano-costarricenses e italo-costarricenses sospechosos al gobierno de Costa Rica el cual arrestaba y deportaba a éstos a suelo norteamericano.

## Repercusiones
Una vez terminada la guerra, la mayoría de estos ciudadanos fueron liberados y los que estaban presos en Estados Unidos fueron retornados al país. Sin embargo, muchas de las propiedades incautadas no fueron devueltas, por lo que gran cantidad de familias que ya habían montado empresas o comercios tuvieron que empezar de cero. En otros casos cuando los propietarios reinscribieron a nombre de amigos o allegados sus propiedades (para que estas no fueran confiscadas) los nuevos dueños se negaron a devolverlas, aunque en otros casos las propiedades fueron devueltas, quedándose el testaferro que las administró durante el cautiverio del dueño original solo con una parte o como socio.
Los años cuarenta fueron una época de particular tensión política en Costa Rica. A mediados de su período el presidente Rafael Ángel Calderón Guardia realiza una alianza con el Partido Comunista liderado por Manuel Mora y la Iglesia católica jefeada por monseñor Víctor Sanabria, para promulgar una atrevida reforma social conocida como las Garantías Sociales. Esto, sumado a acusaciones de fraude electoral y corrupción por parte de la oposición, tensó cada vez más las relaciones entre gobiernistas y opositores que llegó a tornarse violenta. Entre los opositores a Calderón se encontraban varios que habían sido claros simpatizantes del fascismo como el expresidente León Cortés Castro y Luis Dobles Segreda por lo que la izquierda hacía llamados a cerrar filas en torno al gobierno progresista de Calderón para impedir la llegada al poder del fascismo. 
La persecución de alemanes e italianos no hizo más que sumarse a estas tensiones logrando que ambas comunidades se sumaran en masa a las filas de la oposición y, una vez que estalló la Guerra Civil, algunos de estos fueron entusiastas partícipes del bando anticalderonista, casos de Frank Marshall cuya familia de origen alemán fue perseguida, o Francisco José Orlich quien era de origen italiano. Incluso décadas después resultaba común ver a familias de origen alemán o italiano militando más comúnmente en el Partido Liberación Nacional, fundado por Figueres y Orlich, que en las fuerzas políticas del calderonismo.

## En la ficción
- La novela Las posesiones del escritor y expresidente costarricense Carlos Alvarado Quesada trata sobre este período histórico.[8]